# Minas de Oro (kommun)
Minas de Oro är en kommun i Honduras.   Den ligger i departementet Departamento de Comayagua, i den centrala delen av landet, 80 km norr om huvudstaden Tegucigalpa. Antalet invånare är 10 574.